# St. Michael (Unterwittstadt)

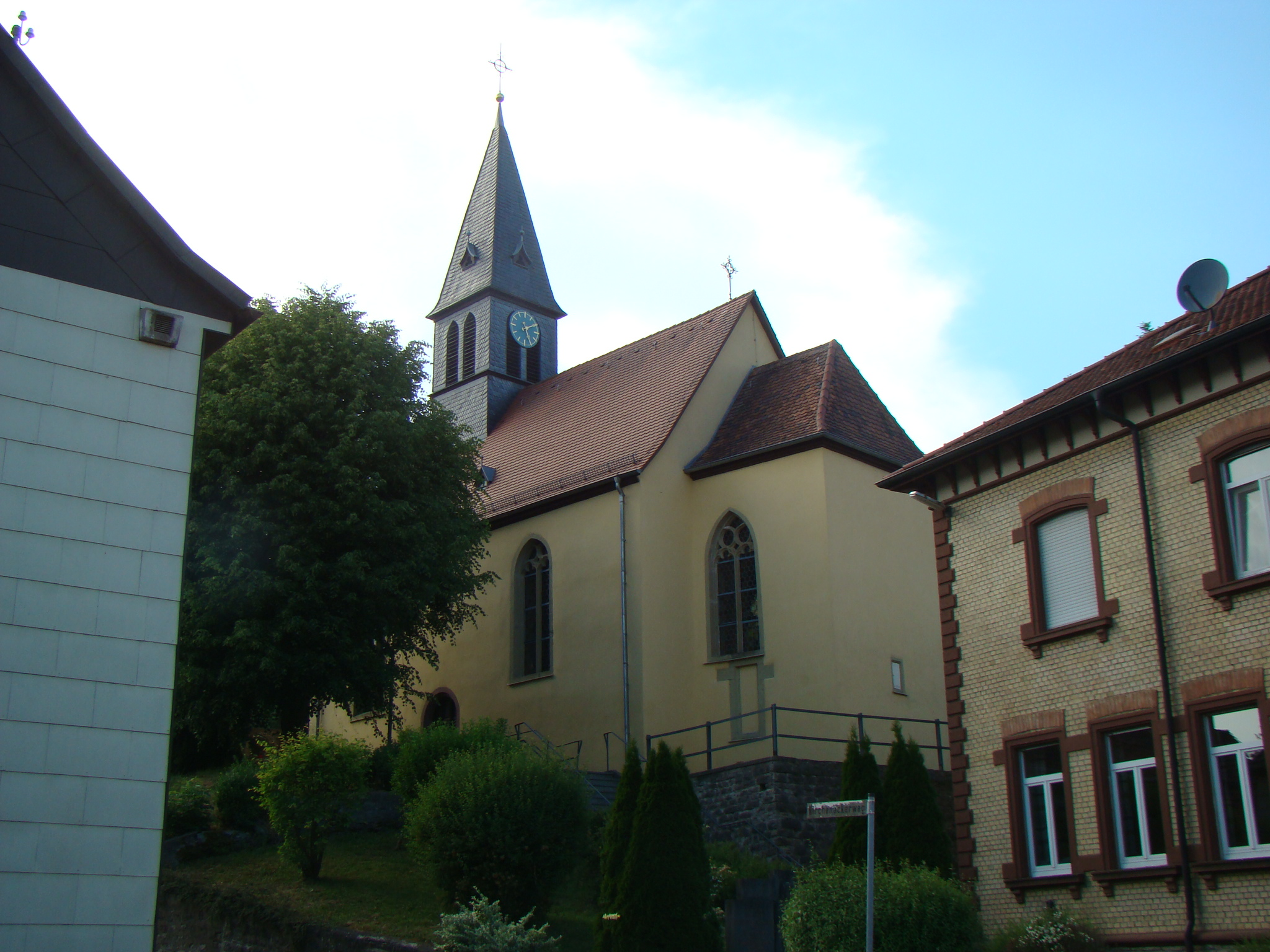
St. Michael in Unterwittstadt

Die römisch-katholische Filialkirche St. Michael steht in Unterwittstadt, einem Ortsteil der Stadt Ravenstein im Neckar-Odenwald-Kreis in Baden-Württemberg. Das Bauwerk ist beim Landesamt für Denkmalpflege Baden-Württemberg als Baudenkmal eingetragen. Schutzherr der Kirche ist der Erzengel Michael. Sie gehört zur Pfarrei St. Johannes der Täufer (Ballenberg) im Dekanat Tauberbischofsheim des Erzbistums Freiburg.

## Beschreibung
Die spätgotische Saalkirche wurde 1599 unter Verwendung von Teilen des Vorgängerbaus errichtet. Sie besteht aus einem Langhaus, einem eingezogenen, gerade geschlossenen Chor im Osten und einem schiefergedeckten, mit einem spitzen Pyramidendach versehenen Dachturm, der sich aus dem Satteldach des Langhauses im Westen erhebt. In seinem Glockenstuhl hängen drei Kirchenglocken.
Im Innenraum ist der Chor mit einem Sterngewölbe überspannt, das Langhaus mit einer Kassettendecke, die mit Medaillons verziert sind, auf denen die Evangelistensymbole abgebildet sind.